# آندراس کاتسولاس
آندراس کاتسولاس (به انگلیسی: Andreas Katsulas) (زادهٔ ۱۸ می ۱۹۴۶-درگذشته ۱۳ فوریه ۲۰۰۶)بازیگر آمریکایی بود.
از فیلم‌های معروف او می‌توان به بازی در فیلم نزدیک‌ترین خویشاوند، سیسیلی‌ها و  زبر و زرنگ‌ها! قسمت دوم و برای محافظت از من  اشاره کرد.